# San Justo
San Justo és un municipi de la província de Zamora a la comunitat autònoma de Castella i Lleó. Comprèn les pedanies de Barrio de Rábano, Coso, Rábano de Sanabria, Rozas i San Ciprián de Sanabria.

## Demografia
| 1991 | 1996 | 2001 | 2004 |
| ---- | ---- | ---- | ---- |
| 366  | 396  | 341  | 337  |